# 晴眼者
晴眼者（せいがんしゃ）とは、視覚障害者の対義語であり、「視覚に障害のない者」を指す言葉である。
日本人においては、近視、遠視、老視などにより、眼が完全な健康状態にある人に比べ、視力の劣る人は非常に多いが、眼鏡を用いて自動車の運転免許を取得するのに十分な矯正視力が出れば、晴眼者と見なされている。
一般ではほとんど使われない言葉であるが、盲学校の入学制限に関する条項や、点字図書館の録音図書利用などの「晴眼者の利用禁止」といった表示で見かけることがある。後者は著作権法で、点訳図書および録音図書は、視覚障害者に限り、著作権者の許諾なしでの使用が認められているからである。聴覚障害者、肢体不自由者、知的障害者などは、視覚障害との重複でなければ晴眼者である。

## 国家資格
国家資格の一部は、晴眼者の取得が制限されることや、逆に晴眼者でない者は取得できないものがある。

### 晴眼者のみ取得可能な国家資格
- 自動車運転免許
- 動力車操縦者運転免許

### 晴眼者の取得が制限される国家資格
- あん摩マッサージ指圧師
- はり師
- きゆう師

あん摩マツサージ指圧師、はり師、きゆう師等に関する法律第19条により、晴眼者向けのあん摩マッサージ指圧師の養成校の認可は、盲人のあん摩マッサージ指圧師の生活が困難にならないように国は拒否することができる。そのため昭和39年以降、晴眼者向けのあん摩マッサージ指圧師の養成校は認可されていない。なお、はり師、きゅう師の養成校に関してはこのような認可拒否権限は法律上存在せず、規定を満たせば養成校は開設できる。